# National Invitation Tournament 2017
El National Invitation Tournament 2017 fue la octogésima edición del National Invitation Tournament. La disputaron 32 equipos, seleccionados entre los que no participaron el Torneo de la NCAA de 2017. La selección de los participantes se hizo con base en múltiples parámetros, tales como los enfrentamientos directos, los resultados de los diez últimos partidos, y las quinielas de favoritos. En la primera ronda, la segunda y los cuartos de final, los partidos se disputaron en el pabellón del equipo mejor preseleccionado, disputándose las semifinales y final como es tradición en el Madison Square Garden de Nueva York. El ganador fue la Universidad Cristiana de Texas, que conseguía su primer título título en esta competición.

## Reglas experimentales
En febrero de 2017, la NCAA aprobó una serie de cambios experimentales en las reglas para su uso en este torneo:
- Las faltas de equipo se restablecen a cero al final de cada segmento de 10 minutos de cada mitad (oficialmemte en 9:59). Al igual que en el baloncesto universitario femenino, el partido se dividió en cuatro partes a los efectos de faltas de equipo, pero sin pausa para descansar.
- No habrá "uno más uno" en los tiros libres. En cambio, a partir de la quinta falta en total en cada segmento de 10 minutos, una falta que no sea de tiro por parte del equipo defensor dará lugar a dos tiros libres, con la única excepción de faltas técnicas administrativas. Esto también se probó en el baloncesto femenino de la NCAA, que desde la temporada 2015-16 se juega en cuartos.
- En una característica en el baloncesto universitario, pero similar a la utilizada por la NBA y la WNBA, las prórrogas son consideradas períodos separados a fines de faltas de equipo acumuladas. El límite de faltas es de tres por período de tiempo extra, con todas las faltas de equipo no de tiro a partir de entonces en defensa convertidas en dos tiros libres.
- El reloj de tiro volverá a 20 segundos cuando el balón llegue a la zona de ataque después de una falta (similar a la NBA y WNBA, que lo hacen a los 14 segundos).

## Equipos seleccionados
| Rank. | Universidad    | Conferencia | Record | Tipo de invitación |
| ----- | -------------- | ----------- | ------ | ------------------ |
| 1     | Syracuse       | ACC         | 18–14  | General            |
| 2     | Georgia        | SEC         | 19–14  | General            |
| 3     | Indiana        | Big Ten     | 18–15  | General            |
| 4     | Monmouth       | MAAC        | 27–6   | Automática         |
| 5     | Ole Miss       | SEC         | 20–13  | General            |
| 6     | Georgia Tech   | ACC         | 17–15  | General            |
| 7     | Belmont        | OVC         | 26–6   | Automática         |
| 8     | UNC Greensboro | SoCon       | 25–9   | Automática         |

| Rank. | Universidad           | Conferencia | Record | Tipo de invitación |
| ----- | --------------------- | ----------- | ------ | ------------------ |
| 1     | California            | Pac-12      | 21–12  | General            |
| 2     | Houston               | American    | 21–10  | General            |
| 3     | BYU                   | WCC         | 22–11  | General            |
| 4     | Colorado State        | Mtn West    | 23–11  | General            |
| 5     | Charleston            | CAA         | 25–9   | General            |
| 6     | UT Arlington          | Sun Belt    | 25–8   | Automática         |
| 7     | Akron                 | MAC         | 26–8   | Automática         |
| 8     | Cal State Bakersfield | WAC         | 22–9   | Automática         |

| Rank. | Universidad    | Conferencia     | Record | Tipo de invitación |
| ----- | -------------- | --------------- | ------ | ------------------ |
| 1     | Illinois State | Missouri Valley | 27–6   | Automática         |
| 2     | Illinois       | Big Ten         | 18–14  | General            |
| 3     | Utah           | Pac-12          | 20–11  | General            |
| 4     | UCF            | American        | 20–10  | General            |
| 5     | Colorado       | Pac-12          | 19–14  | General            |
| 6     | Boise State    | Mtn West        | 19–11  | General            |
| 7     | Valparaiso     | Horizon         | 24–8   | General            |
| 8     | UC Irvine      | Big West        | 21–14  | Automática         |

| Rank. | Universidad  | Conferencia | Record | Tipo de invitación |
| ----- | ------------ | ----------- | ------ | ------------------ |
| 1     | Iowa         | Big Ten     | 18–14  | General            |
| 2     | Clemson      | ACC         | 17–15  | General            |
| 3     | Alabama      | SEC         | 19–14  | General            |
| 4     | TCU          | Big 12      | 19–15  | General            |
| 5     | Fresno State | Mtn West    | 20–12  | General            |
| 6     | Richmond     | Atlantic 10 | 20–12  | General            |
| 7     | Oakland      | Horizon     | 24–8   | Automática         |
| 8     | South Dakota | Summit      | 22–11  | Automática         |

### Clasificación automática
Los siguientes equipos ganaron el título de la temporada regular de sus respectivas conferencias, pero no consiguieron ganar los torneos de postemporada, por lo que no fueron invitados automáticamente para el Torneo de la NCAA. Al no recibir tampoco invitaciones por el formato general, fueron automáticamente clasificados para el NIT 2017.
| Equipo                | Conferencia     | Participación | Última |
| --------------------- | --------------- | ------------- | ------ |
| Belmont               | Ohio Valley     | 4º            | 2016   |
| Illinois State        | Missouri Valley | 14º           | 2015   |
| Monmouth              | Metro Atlantic  | 2º            | 2016   |
| Oakland               | Horizon         | 1º            | Nunca  |
| South Dakota          | Summit          | 1º            | Nunca  |
| UNC Greensboro        | Southern        | 2º            | 2002   |
| UT Arlington          | Sun Belt        | 3º            | 2012   |
| Akron                 | MAC             | 7º            | 2016   |
| UC Irvine             | Big West        | 6º            | 2014   |
| Cal State Bakersfield | WAC             | 1º            | Nunca  |

## Fase final
Cuadro final de resultados.
|  | 1ª ronda | 1ª ronda       | 1ª ronda |              |    | 2ª ronda     | 2ª ronda | 2ª ronda |  |   | Cuartos de final | Cuartos de final | Cuartos de final |  |
|  |          |                |          |              |    |              |          |          |  |   |                  |                  |                  |  |
|  |          |                |          |              |    |              |          |          |  |   |                  |                  |                  |  |
|  | 1        | Syracuse       | 90       |              |    |              |          |          |  |   |                  |                  |                  |  |
|  | 1        | Syracuse       | 90       |              |    |              |          |          |  |   |                  |                  |                  |  |
|  | 8        | UNC Greensboro | 77       |              |    |              |          |          |  |   |                  |                  |                  |  |
|  | 8        | UNC Greensboro | 77       |              | 1  | Syracuse     | 80       |          |  |   |                  |                  |                  |  |
|  |          |                |          |              | 1  | Syracuse     | 80       |          |  |   |                  |                  |                  |  |
|  |          |                | 5        | Ole Miss     | 85 |              |          |          |  |   |                  |                  |                  |  |
|  | 4        | Monmouth       | 5        | Ole Miss     | 85 | 83           |          |          |  |   |                  |                  |                  |  |
|  | 4        | Monmouth       |          |              |    |              |          |          |  |   |                  |                  |                  |  |
|  | 5        | Ole Miss       | 91       |              |    |              |          |          |  |   |                  |                  |                  |  |
|  | 5        | Ole Miss       | 91       |              |    |              |          |          |  | 5 | Ole Miss         | 66               |                  |  |
|  |          |                |          |              |    |              |          |          |  | 5 | Ole Miss         | 66               |                  |  |
|  |          |                | 6        | Georgia Tech | 74 |              |          |          |  |   |                  |                  |                  |  |
|  | 3        | Indiana^       | 6        | Georgia Tech | 74 | 63           |          |          |  |   |                  |                  |                  |  |
|  | 3        | Indiana^       |          |              |    |              |          |          |  |   |                  |                  |                  |  |
|  | 6        | Georgia Tech   | 75       |              |    |              |          |          |  |   |                  |                  |                  |  |
|  | 6        | Georgia Tech   | 75       |              | 6  | Georgia Tech | 71       |          |  |   |                  |                  |                  |  |
|  |          |                |          |              | 6  | Georgia Tech | 71       |          |  |   |                  |                  |                  |  |
|  |          |                | 7        | Belmont      | 57 |              |          |          |  |   |                  |                  |                  |  |
|  | 2        | Georgia        | 7        | Belmont      | 57 | 69           |          |          |  |   |                  |                  |                  |  |
|  | 2        | Georgia        |          |              |    |              |          |          |  |   |                  |                  |                  |  |
|  | 7        | Belmont        | 78       |              |    |              |          |          |  |   |                  |                  |                  |  |
|  | 7        | Belmont        | 78       |              |    |              |          |          |  |   |                  |                  |                  |  |
|  |          |                |          |              |    |              |          |          |  |   |                  |                  |                  |  |

^ El director deportivo de Indiana Fred Glass declinó albergar un partido como local en el Simon Skjodt Assembly Hall alegando que sería "devaluar la cancha de los Hoosiers".
|  | 1ª ronda | 1ª ronda              | 1ª ronda |                |    | 2ª ronda              | 2ª ronda | 2ª ronda |  |   | Cuartos de final      | Cuartos de final | Cuartos de final |  |
|  |          |                       |          |                |    |                       |          |          |  |   |                       |                  |                  |  |
|  |          |                       |          |                |    |                       |          |          |  |   |                       |                  |                  |  |
|  | 1        | California            | 66       |                |    |                       |          |          |  |   |                       |                  |                  |  |
|  | 1        | California            | 66       |                |    |                       |          |          |  |   |                       |                  |                  |  |
|  | 8        | Cal State Bakersfield | 73       |                |    |                       |          |          |  |   |                       |                  |                  |  |
|  | 8        | Cal State Bakersfield | 73       |                | 8  | Cal State Bakersfield | 81       |          |  |   |                       |                  |                  |  |
|  |          |                       |          |                | 8  | Cal State Bakersfield | 81       |          |  |   |                       |                  |                  |  |
|  |          |                       | 4        | Colorado State | 63 |                       |          |          |  |   |                       |                  |                  |  |
|  | 4        | Colorado State        | 4        | Colorado State | 63 | 81                    |          |          |  |   |                       |                  |                  |  |
|  | 4        | Colorado State        |          |                |    |                       |          |          |  |   |                       |                  |                  |  |
|  | 5        | Charleston            | 74       |                |    |                       |          |          |  |   |                       |                  |                  |  |
|  | 5        | Charleston            | 74       |                |    |                       |          |          |  | 8 | Cal State Bakersfield | 80               |                  |  |
|  |          |                       |          |                |    |                       |          |          |  | 8 | Cal State Bakersfield | 80               |                  |  |
|  |          |                       | 6        | UT Arlington   | 76 |                       |          |          |  |   |                       |                  |                  |  |
|  | 3        | BYU                   | 6        | UT Arlington   | 76 | 89                    |          |          |  |   |                       |                  |                  |  |
|  | 3        | BYU                   |          |                |    |                       |          |          |  |   |                       |                  |                  |  |
|  | 6        | UT Arlington          | 105      |                |    |                       |          |          |  |   |                       |                  |                  |  |
|  | 6        | UT Arlington          | 105      |                | 6  | UT Arlington          | 85       |          |  |   |                       |                  |                  |  |
|  |          |                       |          |                | 6  | UT Arlington          | 85       |          |  |   |                       |                  |                  |  |
|  |          |                       | 7        | Akron          | 69 |                       |          |          |  |   |                       |                  |                  |  |
|  | 2        | Houston†              | 7        | Akron          | 69 | 75                    |          |          |  |   |                       |                  |                  |  |
|  | 2        | Houston†              |          |                |    |                       |          |          |  |   |                       |                  |                  |  |
|  | 7        | Akron                 | 78       |                |    |                       |          |          |  |   |                       |                  |                  |  |
|  | 7        | Akron                 | 78       |                |    |                       |          |          |  |   |                       |                  |                  |  |
|  |          |                       |          |                |    |                       |          |          |  |   |                       |                  |                  |  |

† Partido jugado en el Health and Physical Education Arena de Texas Southern debido a reformas en el Hofheinz Pavilion.
|  | 1ª ronda | 1ª ronda       | 1ª ronda |           |    | 2ª ronda       | 2ª ronda | 2ª ronda |  |   | Cuartos de final | Cuartos de final | Cuartos de final |  |
|  |          |                |          |           |    |                |          |          |  |   |                  |                  |                  |  |
|  |          |                |          |           |    |                |          |          |  |   |                  |                  |                  |  |
|  | 1        | Illinois State | 85       |           |    |                |          |          |  |   |                  |                  |                  |  |
|  | 1        | Illinois State | 85       |           |    |                |          |          |  |   |                  |                  |                  |  |
|  | 8        | UC Irvine      | 71       |           |    |                |          |          |  |   |                  |                  |                  |  |
|  | 8        | UC Irvine      | 71       |           | 1  | Illinois State | 62       |          |  |   |                  |                  |                  |  |
|  |          |                |          |           | 1  | Illinois State | 62       |          |  |   |                  |                  |                  |  |
|  |          |                | 4        | UCF       | 63 |                |          |          |  |   |                  |                  |                  |  |
|  | 4        | UCF            | 4        | UCF       | 63 | 79             |          |          |  |   |                  |                  |                  |  |
|  | 4        | UCF            |          |           |    |                |          |          |  |   |                  |                  |                  |  |
|  | 5        | Colorado       | 74       |           |    |                |          |          |  |   |                  |                  |                  |  |
|  | 5        | Colorado       | 74       |           |    |                |          |          |  | 4 | UCF              | 68               |                  |  |
|  |          |                |          |           |    |                |          |          |  | 4 | UCF              | 68               |                  |  |
|  |          |                | 2        | Illinois^ | 58 |                |          |          |  |   |                  |                  |                  |  |
|  | 3        | Utah           | 2        | Illinois^ | 58 | 68             |          |          |  |   |                  |                  |                  |  |
|  | 3        | Utah           |          |           |    |                |          |          |  |   |                  |                  |                  |  |
|  | 6        | Boise State    | 73       |           |    |                |          |          |  |   |                  |                  |                  |  |
|  | 6        | Boise State    | 73       |           | 6  | Boise State    | 56       |          |  |   |                  |                  |                  |  |
|  |          |                |          |           | 6  | Boise State    | 56       |          |  |   |                  |                  |                  |  |
|  |          |                | 2        | Illinois  | 71 |                |          |          |  |   |                  |                  |                  |  |
|  | 2        | Illinois       | 2        | Illinois  | 71 | 82             |          |          |  |   |                  |                  |                  |  |
|  | 2        | Illinois       |          |           |    |                |          |          |  |   |                  |                  |                  |  |
|  | 7        | Valparaiso     | 57       |           |    |                |          |          |  |   |                  |                  |                  |  |
|  | 7        | Valparaiso     | 57       |           |    |                |          |          |  |   |                  |                  |                  |  |
|  |          |                |          |           |    |                |          |          |  |   |                  |                  |                  |  |

^ Partido jugado en UCF debido a un evento previo programado en el State Farm Center.
|  | 1ª ronda | 1ª ronda     | 1ª ronda |          |    | 2ª ronda | 2ª ronda | 2ª ronda |  |   | Cuartos de final | Cuartos de final | Cuartos de final |  |
|  |          |              |          |          |    |          |          |          |  |   |                  |                  |                  |  |
|  |          |              |          |          |    |          |          |          |  |   |                  |                  |                  |  |
|  | 1        | Iowa         | 87       |          |    |          |          |          |  |   |                  |                  |                  |  |
|  | 1        | Iowa         | 87       |          |    |          |          |          |  |   |                  |                  |                  |  |
|  | 8        | South Dakota | 75       |          |    |          |          |          |  |   |                  |                  |                  |  |
|  | 8        | South Dakota | 75       |          | 1  | Iowa     | 92       |          |  |   |                  |                  |                  |  |
|  |          |              |          |          | 1  | Iowa     | 92       |          |  |   |                  |                  |                  |  |
|  |          |              | 4        | TCU      | 94 |          |          |          |  |   |                  |                  |                  |  |
|  | 4        | TCU          | 4        | TCU      | 94 | 66       |          |          |  |   |                  |                  |                  |  |
|  | 4        | TCU          |          |          |    |          |          |          |  |   |                  |                  |                  |  |
|  | 5        | Fresno State | 59       |          |    |          |          |          |  |   |                  |                  |                  |  |
|  | 5        | Fresno State | 59       |          |    |          |          |          |  | 4 | TCU              | 86               |                  |  |
|  |          |              |          |          |    |          |          |          |  | 4 | TCU              | 86               |                  |  |
|  |          |              | 6        | Richmond | 68 |          |          |          |  |   |                  |                  |                  |  |
|  | 3        | Alabama      | 6        | Richmond | 68 | 64       |          |          |  |   |                  |                  |                  |  |
|  | 3        | Alabama      |          |          |    |          |          |          |  |   |                  |                  |                  |  |
|  | 6        | Richmond     | 71       |          |    |          |          |          |  |   |                  |                  |                  |  |
|  | 6        | Richmond     | 71       |          | 6  | Richmond | 87       |          |  |   |                  |                  |                  |  |
|  |          |              |          |          | 6  | Richmond | 87       |          |  |   |                  |                  |                  |  |
|  |          |              | 7        | Oakland  | 83 |          |          |          |  |   |                  |                  |                  |  |
|  | 2        | Clemson      | 7        | Oakland  | 83 | 69       |          |          |  |   |                  |                  |                  |  |
|  | 2        | Clemson      |          |          |    |          |          |          |  |   |                  |                  |                  |  |
|  | 7        | Oakland      | 74       |          |    |          |          |          |  |   |                  |                  |                  |  |
|  | 7        | Oakland      | 74       |          |    |          |          |          |  |   |                  |                  |                  |  |
|  |          |              |          |          |    |          |          |          |  |   |                  |                  |                  |  |

### Semifinales y final
Jugados en el Madison Square Garden en New York City el 28 y 30 de marzo
|  | Semifinales 28 de marzo | Semifinales 28 de marzo | Semifinales 28 de marzo |     |    | Final 30 de marzo | Final 30 de marzo | Final 30 de marzo |  |
|  |                         |                         |                         |     |    |                   |                   |                   |  |
|  |                         |                         |                         |     |    |                   |                   |                   |  |
|  | 6                       | Georgia Tech            | 76                      |     |    |                   |                   |                   |  |
|  | 6                       | Georgia Tech            | 76                      |     |    |                   |                   |                   |  |
|  | 8                       | Cal State Bakersfield   | 61                      |     |    |                   |                   |                   |  |
|  | 8                       | Cal State Bakersfield   | 61                      |     | 6  | Georgia Tech      | 56                |                   |  |
|  |                         |                         |                         |     | 6  | Georgia Tech      | 56                |                   |  |
|  |                         |                         | 4                       | TCU | 88 |                   |                   |                   |  |
|  | 4                       | UCF                     | 4                       | TCU | 88 | 53                |                   |                   |  |
|  | 4                       | UCF                     |                         |     |    | 53                |                   |                   |  |
|  | 4                       | TCU                     | 68                      |     |    |                   |                   |                   |  |
|  | 4                       | TCU                     | 68                      |     |    |                   |                   |                   |  |
|  |                         |                         |                         |     |    |                   |                   |                   |  |

* - Partido con prórroga.
| Campeón del NIT 2017         |
| ---------------------------- |
| TCU Horned Frogs 1.er título |